# Caneggio

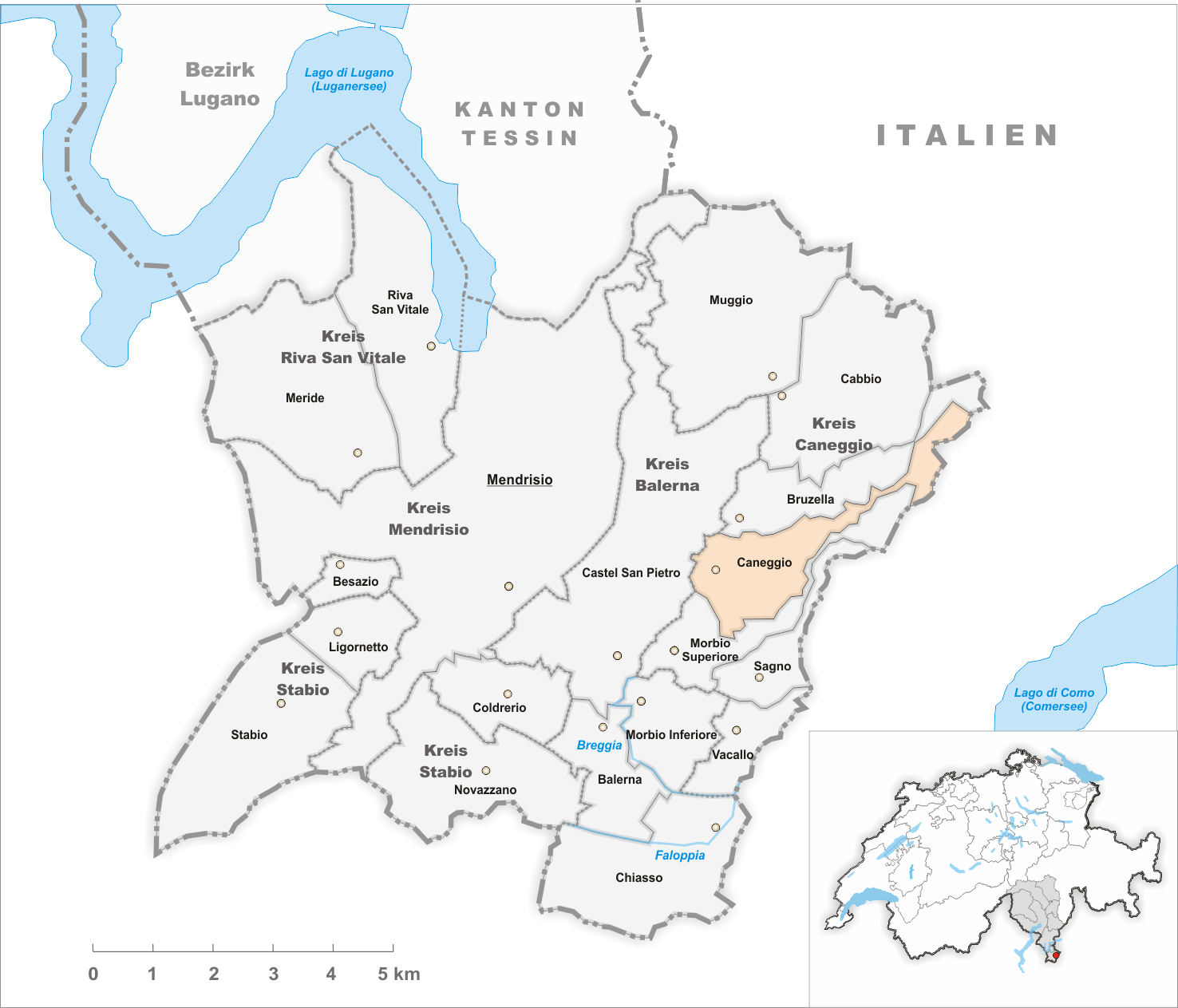
Gemeindestand vor der Fusion am 24. Oktober 2009

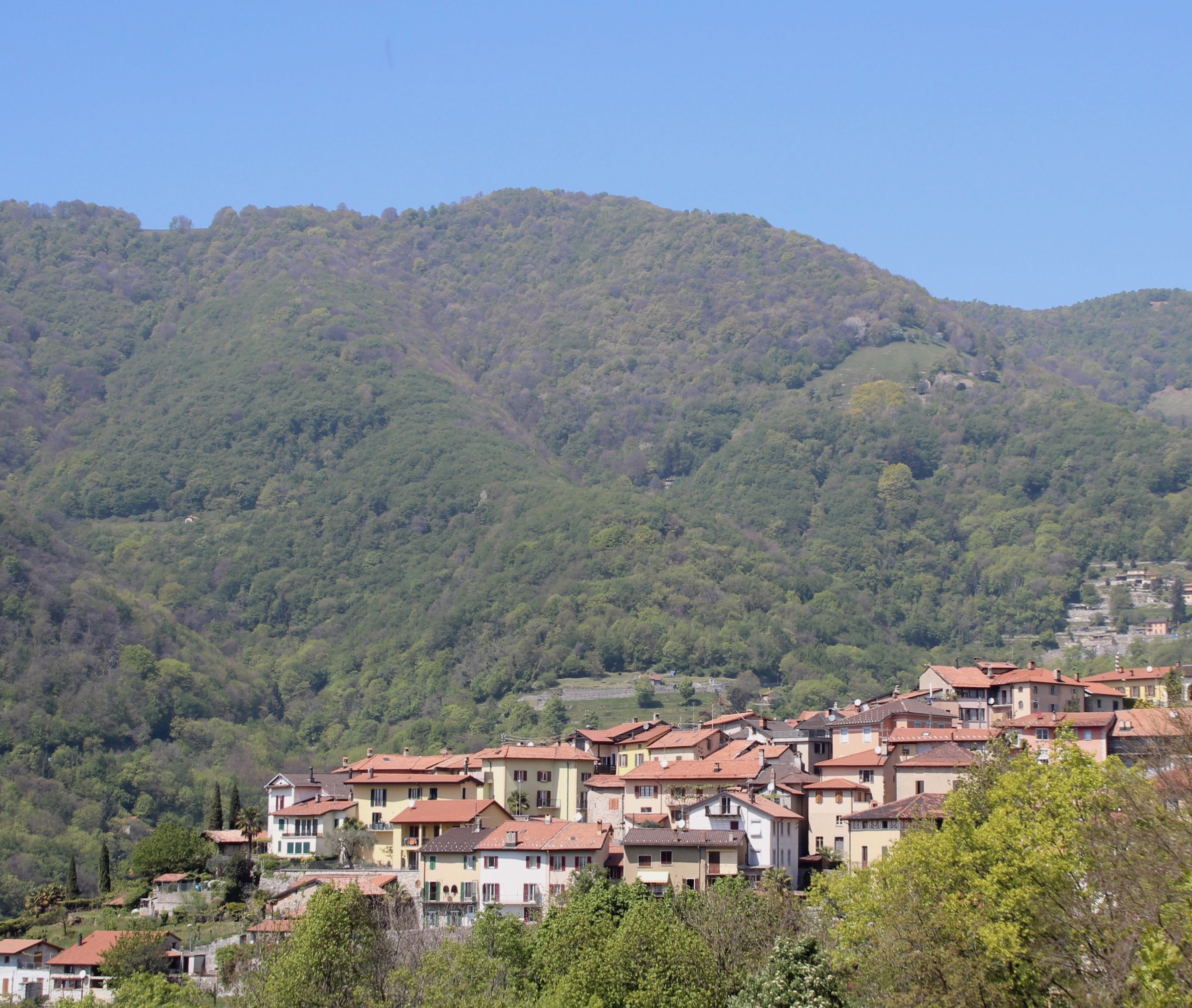
Häuser von Caneggio

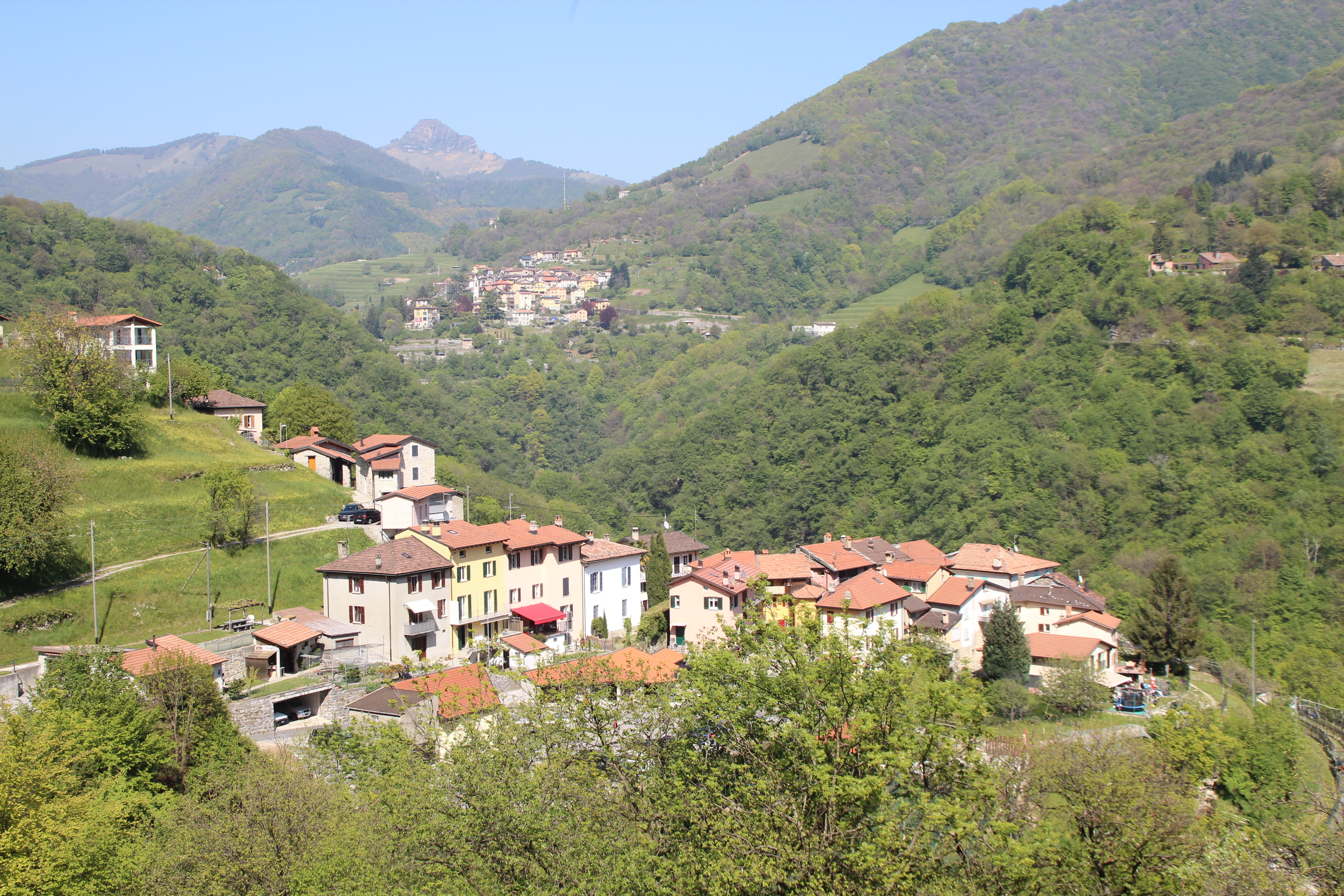
Campora mit Sasso Gordona im Hintergrund

Caneggio war eine politische Gemeinde im Kreis Caneggio im Bezirk Mendrisio des Kantons Tessin in der Schweiz.

## Geographie
Caneggio liegt, umgeben von Weinbergen und Wäldern, im Muggiotal oberhalb von Mendrisio.

## Geschichte
Eine erste Erwähnung findet das Dorf im Jahre 1209 unter dem damaligen Namen Canegio. 2004 wurde Campora, das Dorf auf der gegenüberliegenden Talseite, das bis dahin Teil der Gemeinde Caneggio war, im Rahmen einer Fusion in die Gemeinde Castel San Pietro eingegliedert.

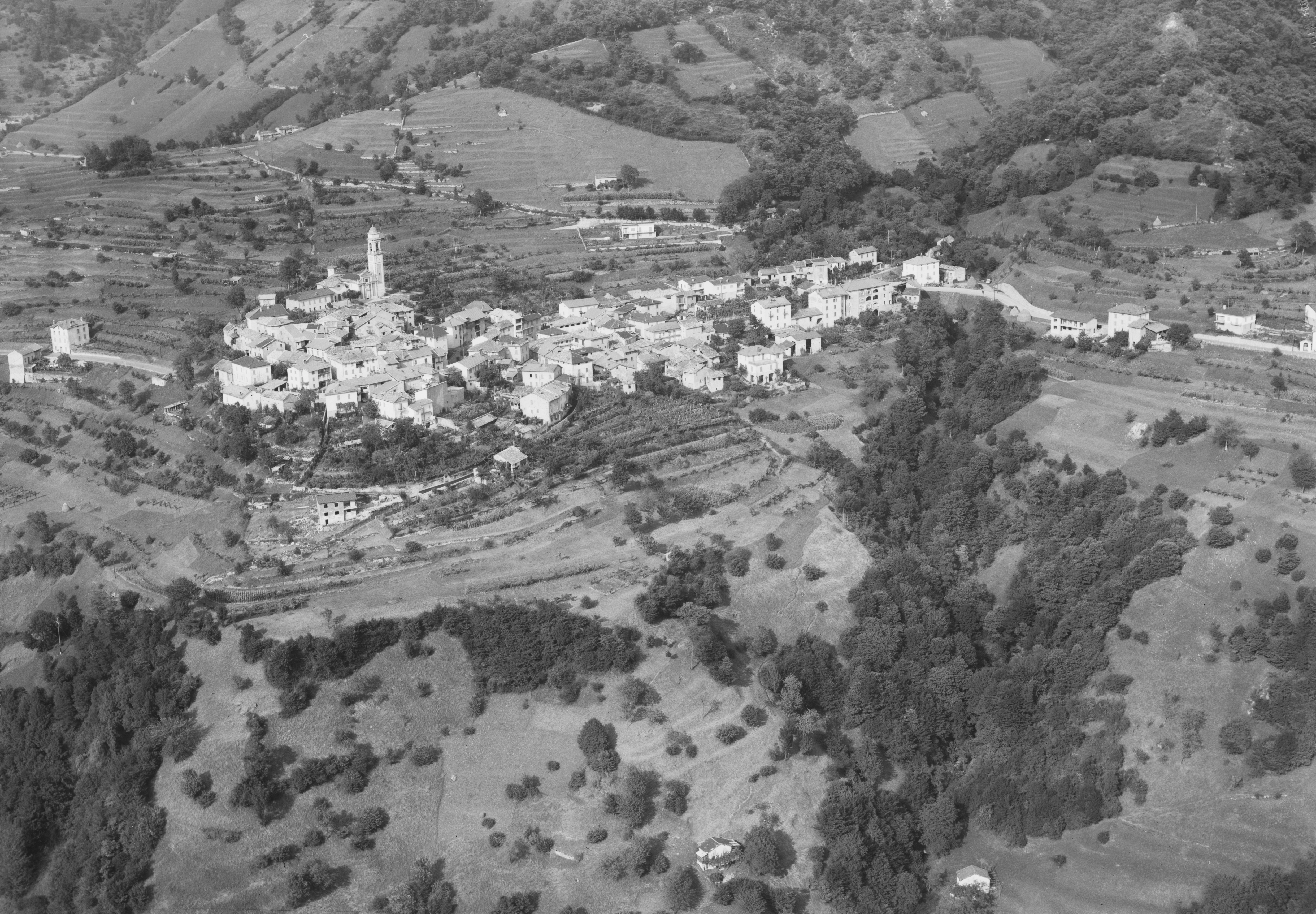
Werner Friedli (Fotograf): Caneggio, historisches Luftbild (1964)

## Gemeindefusion
Am 20. April 2008 wurde der Zusammenschluss der Gemeinden Bruzella, Cabbio, Caneggio, Morbio Superiore, Muggio und Sagno zur Gemeinde Breggia angekündigt. Die Gemeinde Muggio lehnte diese Fusion ab. Vom Grossen Rat des Kantons Tessin wurde jedoch eine Verfügung erlassen, weshalb Muggio beim Bundesgericht eine Beschwerde einreichte. Nach der Niederlage vor Bundesgericht fand die Fusion am 25. Oktober 2009 statt.

## Bevölkerung
Einwohnerzahlen: Volkszählungsdaten

## Sehenswürdigkeiten
- Pfarrkirche Santa Maria Assunta[3]
- Steinbrücke über die Breggiaschlucht[3]
- Jagdtürmchen del Suà[3]

## Sport
- Football Club Real Caneggio[4]

## Persönlichkeiten
- Gaspare Arcioni (* um 1575 in Caneggio; † nach 1616 in Krakau?), Baumeister[5]

- Künstlerfamilie Petrini
  - Giovanni Battista Petrini (* um 1540 in Caneggio; † nach 1613 in Krakau), Baumeister, Architekt in Polen[6]
  - Antonio Petrini (1631–1701), Architekt
  - Antonio Giuseppe Petrini (* 12. Oktober 1659 in Caneggio; † 1721 in Lübeck), Stadtbaumeister[7]
- Paolo Baruzzi (* 1641 in Caneggio; † 1693 ebenda ?), Stuckateur in Kroměříž[8]
- Antonio Carabelli (* 1648 in Caneggio; † 1694 ebenda), Stuckateur[9]
- Giovanni Patturelli (* 6. Dezember 1770 in Caneggio; † 26. Juli 1849 in Caserta), Architekt[10]
- Emanuel Schöttli (* 1895 in Basel; † 1926 ebenda), naiver Maler, arbeitete viele Jahre in Caneggio[11]
- Giuseppe Maggi (* 1910 in Brunnadern SG; † 25. Juli 1988 in Mada), Arzt, Wohltäter in Kamerun[12]
- Anacleto Arrigo (* 18. April 1919 in Caneggio; † 10. September 1956), Kunstmaler, schuf Landschaften[13]
- Pietro Salati (1920–1975) (Bürgerort Caneggio), Maler, Grafiker, ehemaliger Direktor des Centro scolastico industrie artistiche (CSIA)
- Franco Biffi (* 5. November 1926 in Caneggio; † 26. April 2005 in Morbio Inferiore), Priester, Journalist, Mitglied der Gewerkschaft Organizzazione Cristiano Sociale ticinese OCST, Professor und Rektor der Päpstlichen Lateranuniversität in Rom, Publizist[14][15]
- Francesco Vella (* 13. August 1954 in Mendrisio), Maler und Konzeptkünstler[16]
- Sabine Jo Balerna (* 20. April 1971 in Bern), Malerin[17]